# Кёртле-каган
Кёртле-каган (др. кырг. 𐰚𐰇𐰼𐱅:𐰠𐰴𐰣, Körtlä Qan) — каган Кыргызского каганата из рода Ажэ. Упоминается на рунической надписи Е-10 (Элегест-I), обнаруженной на реке Элегест, сов. Тыва. Имя «Кёртле» имеет нарицательное значение "красивый". На данный момент памятник хранится в Минусинском краеведческом музее как экспонат №19. 

## Биография
Кёртле-каган упоминается на руническом памятнике  как участник погребального обряда знатного кыргызского урунгу (штандартоносца). Согласно этой стеле, каган положил на плечо и повязал на пояс погибшего воина алый штандарт государства и украшенный золотом колчан.

## Рунический памятник
Памятник был обнаружен на территории современной Тывы вблизи впадения реки Элегест, на данный момент находится в Минусинском краеведческом музее и считается самой большой по объему обнаруженной стелой (430 рунических знаков, свыше 110 слов). Перевод памятника согласно И. В. Кормушину.
- 1) О, мои супруги в женских покоях, – я отделился от вас, как грустно!
- 2) Благодаря благородству ста мужей, моих сородичей, с помощью ста мужей и пятидесяти волов водрузили этот памятник.
- 3) В синем небе – жаль! - были солнце и луна. Как грустно, как жаль мне – я отделился от вас!
- 4) О мой хан, моё государство – как жаль мне, горе! ... Мой хан, моё государство – жаль, грустно! – я отделился от вас!
- 5) От Кёртле-кагана положен мне на плечо и повязан на пояс алый штандарт (лента) урунгу и украшенный золотом колчан. Мой возраст – семьдесят девять лет
- 6) Мой отец-бек, который был урунгу, славным, обильным, мудрым правителем области, тоже покинул этот мир из-за доблести.
- 7) Мой народ, будь твёрд, не отступайся от законов государства! О горе, жаль – моё государство, мой хан!
- 8) Водя войска ради моего государства, у меня не было такого, чтобы я лично не поражал воинов врага. В одной только битве при Чибилиге, в которой я лично вступил в схватку, я пленил восемь воинов противника.
- 9) Ради побед моего государства, совершая, ... был, о горе!
- 10) Печально мне ... я умер. О горе, жаль мне...
- 11) Мой скот о четырёх ногах, моё имущество на восьми ногах (юрты) – не было у меня печали по поводу них.
- 12) О мои родственники и сродственники – я разлучён с вами, о горе! О мой народ, я разлучён, о горе мне!